# Interpolationssatz von Marcinkiewicz
In der Mathematik ist der Interpolationssatz von Marcinkiewicz, welcher von Józef Marcinkiewicz im Jahr 1939 aufgestellt wurde, ein Ergebnis zur Begrenzung der Normen nichtlinearer Operatoren, die auf {\displaystyle L^{p}}-Räumen wirken.
Eine der zentralen Anwendungen des Interpolationssatzes von Marcinkiewicz befasst sich mit der Hardy-Littlewood-Maximalfunktion.

## Wichtige Definitionen
Sei {\displaystyle T:L^{P}\left(\Omega ,\mathbb {R} ^{N}\right)\longrightarrow M\left(\Lambda ,\mathbb {R} ^{\phi }\right)} ein Operator von {\displaystyle L^{P}\left(\Omega ,\mathbb {R} ^{N}\right)} in den Raum der Lebesgue-messbaren Funktionen auf {\displaystyle \Lambda } mit Werten in {\displaystyle R^{\phi }}, {\displaystyle N,\phi \geq 1} und {\displaystyle 1\leq p<\infty }:
- {\displaystyle T} ist sublinear, falls für fast alle {\displaystyle z\in \Lambda } gilt:

{\displaystyle |T(f+g)(z)|\leqslant |Tf(z)|+|Tg(z)|\quad \forall f,g\in L^{p}\left(\Omega ,\mathbb {R} ^{N}\right)}
und
{\displaystyle |T(af)(z)|=|a||Tf(z)|\quad \forall a\in \mathbb {R} ,f\in L^{P}\left(\Omega ,\mathbb {R} ^{N}\right)}
- {\displaystyle T} heißt quasi-linear, falls es ein {\displaystyle Q>0} gibt, sodass für fast alle {\displaystyle z\in \Lambda } gilt:

{\displaystyle |T(f+g)(z)|\leqslant Q(|Tf(z)|+|\operatorname {Tg} (z)|)}
- {\displaystyle T} ist vom starkten {\displaystyle (p,p)}-Typ mit {\displaystyle 1\leq p\leq \infty }, falls es eine Konstante {\displaystyle C>0} (unabhängig von {\displaystyle f}) gibt, sodass

{\displaystyle \|Tf\|_{L^{P}\left(\Lambda ,\mathbb {R} ^{\phi }\right)}\leqslant C\|f\|_{L^{P}\left(\Omega ,\mathbb {R} ^{N}\right)}\quad \forall f\in L^{P}\left(\Omega ,\mathbb {R} ^{N}\right)}
- {\displaystyle T} ist vom schwachen {\displaystyle (p,p)}-Typ mit {\displaystyle 1\leq p<\infty }, falls es ein {\displaystyle C>0} (unabhängig von {\displaystyle f}) gibt, sodass

{\displaystyle \left|\left\{z\in \Lambda :|Tf(z)|>t\right\}\right|\leqslant \left({\frac {C}{t}}\|f\|_{L^{P}\left(\Omega ,\mathbb {R} ^{N}\right)}\right)^{P}}
für alle {\displaystyle t>0} und alle {\displaystyle f\in L^{P}\left(\Omega ,\mathbb {R} ^{N}\right)}

## Marcinkiewicz I
Sei {\displaystyle 1\leqslant p<\infty } und {\displaystyle T:L^{P}\left(\Omega ,\mathbb {R} ^{N}\right)+L^{\infty }\left(\Omega ,\mathbb {R} ^{N}\right)} {\displaystyle \longrightarrow M\left(\Lambda ,\mathbb {R} ^{\phi }\right)} ein quasi-linearer Operator, der vom schwachen {\displaystyle (p,p)}-Typ ist und vom starken {\displaystyle (\infty ,\infty )}-Typ ist mit den Schranken
{\displaystyle \lambda _{Tf}(t)\leqslant \left({\frac {K_{p}\|f\|_{L^{p}}}{t}}\right)^{p}\quad \forall t>0,f\in L^{p}\left(\Omega ,\mathbb {R} ^{N}\right)}
und
{\displaystyle \|Tf\|_{L^{\infty }}\leqslant K_{\infty }\|f\|_{L^{\infty }}\quad \forall f\in L^{\infty }\left(\Omega ,\mathbb {R} ^{M}\right)}
Dann ist {\displaystyle T} vom starken {\displaystyle (q,q)}-Typ für jedes {\displaystyle q\in (p,\infty )} und es gilt
{\displaystyle \|Tf\|_{L^{q}}\leqslant CK_{p}^{\frac {p}{q}}K_{\infty }^{1-{\frac {p}{q}}}\|f\|_{L^{q}}} {\displaystyle \forall f\in L^{q}\left(\Omega ,R^{N}\right)}
Mit einer Konstante {\displaystyle C=C(p,q,Q)}.

## Marcinkiewicz II
Dieser Satz befasst sich mit der Interpolation zwischen zwei endlichen Exponenten, wobei man zeigt, dass die Interpolation zwischen zwei Bedingungen vom schwachen Typ einen Operator vom starken Typ für alle Zwischenexponenten ergibt.
Seien {\displaystyle 1\leqslant p_{1}<p_{2}<\infty } und {\displaystyle T:L^{P_{1}}\left(\Omega ,\mathbb {R} ^{N}\right)+L^{P_{2}}\left(\Omega ,\mathbb {R} ^{N}\right)} {\displaystyle \longrightarrow M\left(\Lambda ,\mathbb {R} ^{\phi }\right)} ein quasi-linearer Operator, der vom schwachen {\displaystyle (p_{1},p_{2})}-Typ ist, wobei {\displaystyle (p_{2},p_{2})} mit den Schranken
{\displaystyle \lambda _{Tf}(t)\leqslant \left({\frac {K_{p_{1}}\|f\|_{L^{p_{1}}}}{t}}\right)^{p_{1}}} {\displaystyle \forall f\in L^{P_{1}}\left(\Omega ,\mathbb {R} ^{N}\right)}
und
{\displaystyle \lambda _{Tf}(t)\leqslant \left({\frac {K_{p_{2}}\|f\|_{L^{p_{2}}}}{t}}\right)^{p_{2}}} {\displaystyle \forall f\in L^{P_{2}}\left(\Omega ,\mathbb {R} ^{N}\right)}
ist. Dann ist {\displaystyle T} vom starken {\displaystyle (p,p)}-Typ für jedes {\displaystyle p\in (p_{1},p_{2})} und es gilt
{\displaystyle \|Tf\|_{L^{P}\left(\Lambda ,\mathbb {R} ^{\phi }\right)}\leqslant CK_{P_{1}}^{\Theta }K_{P_{2}}^{1-\Theta }\|f\|_{L^{P}\left(\Omega ,\mathbb {R} ^{N}\right)}},
wobei {\displaystyle \theta \in (0,1)} die Bedingung {\displaystyle {\frac {1}{p}}={\frac {\theta }{p_{1}}}+{\frac {1-\theta }{p_{2}}}} erfüllt und die Konstante {\displaystyle C} nur von {\displaystyle p_{1},p_{2},p} und {\displaystyle Q} abhängt.